# Friedrich Christian Delius

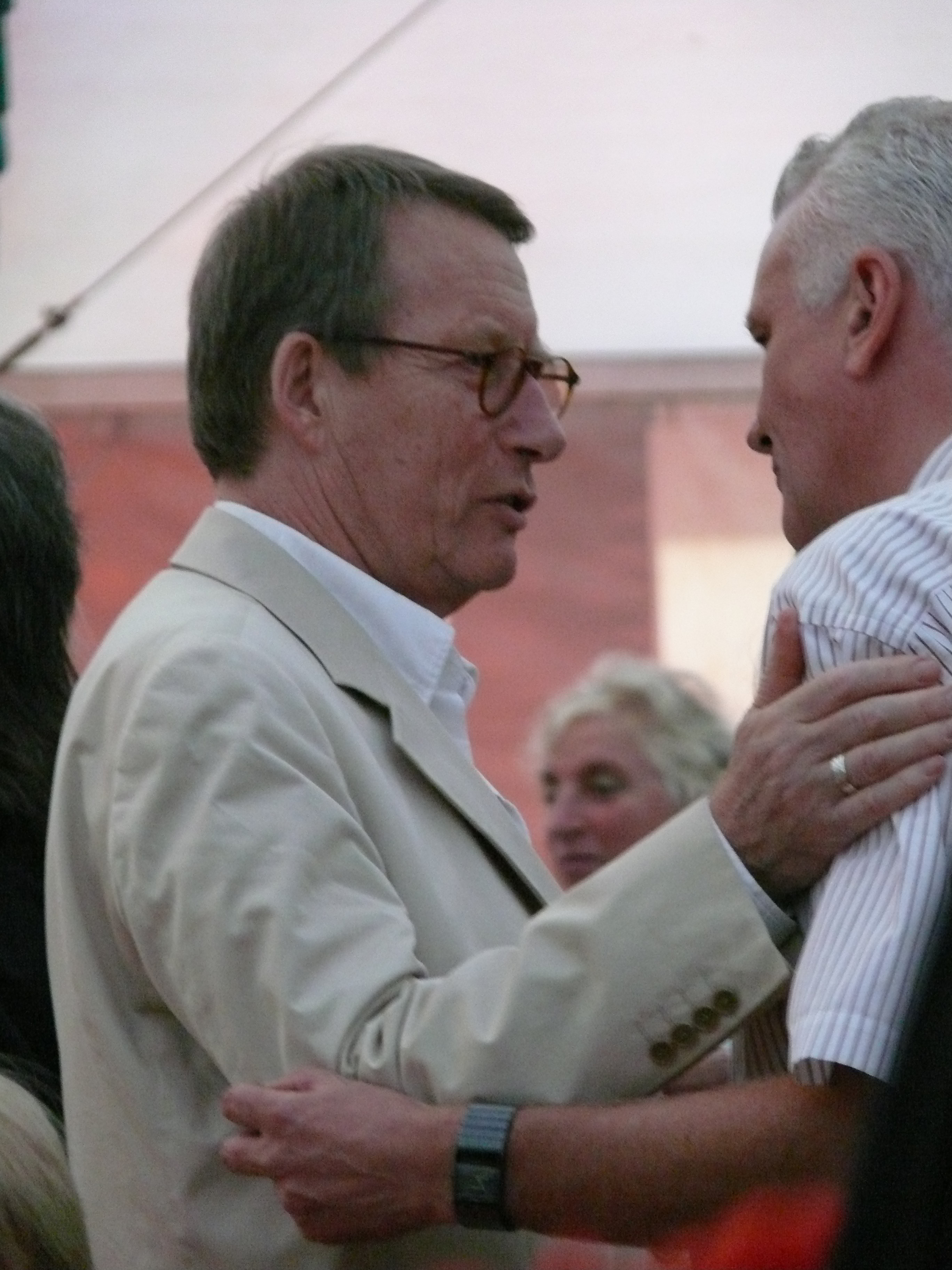
Friedrich Christian Delius (2009)

Friedrich Christian Delius (F. C. Delius; 13. února 1943, Řím – 30. května 2022) byl německý spisovatel a laureát ceny Georga Büchnera za rok 2011.

## Biografie
Studoval na Technické a Svobodné univerzitě v Berlíně, promoval roku 1970 titulem Dr. phil. Od roku 1978 byl autorem na volné noze. V 60. letech se také účastnil několika setkání literárního uskupení Gruppe 47.
Byl ženatý a měl dvě dcery.